# Полярнозорський міський округ
Поля́рнозо́рський міськи́й о́круг (рос. Островненский городской округ) — міський округ у складі Мурманської області, Росія. Адміністративний центр — місто Полярні Зорі.

## Адміністративний поділ
До складу міського округу входять такі населені пункти:
| Населений пункт | Населення, осіб (2010) |
| --------------- | ---------------------- |
| Афріканда       | 1644                   |
| Зашеєк          | 901                    |
| Полярні Зорі    | 15096                  |